# Saint-Marc (Cantal)
Saint-Marc korábbi község (település) Franciaországban, Cantal megyében. 2016. január 1-jén Loubaresse, Faverolles és Saint-Just községgel egyesült és delegált községként Val d’Arcomie új község része lett.
Lakosainak száma 81 fő (2018. január 1.). Saint-Marc Faverolles, Loubaresse, Saint-Just és Albaret-le-Comtal községekkel határos.

## Népesség
A település népessége az elmúlt években az alábbi módon változott:
| Lakosok száma | 170  | 174  | 116  | 96   | 97   | 83   | 82   | 82   | 81   | 81   |
|               | 1962 | 1968 | 1982 | 1990 | 1999 | 2008 | 2011 | 2013 | 2017 | 2018 |